# Journal of the Evangelical Theological Society
Journal of the Evangelical Theological Society(미국 복음주의 신학회 저널)는 미국 복음주의 신학회에서 발행되는 신학저널이다. 1958년 Bulletin of the Evangelical Theological Society으로 창간호로 출판되었는데 1969년 현재의 이름으로 개명되었다.
현재 전세계에 4000부가 정기적으로 공급된다.

## 편집자
역대 편집위원장 이름은 다음과 같다.
| 년도      | 편집기                 | Volumes |
| --------- | ---------------------- | ------- |
| 1958-1959 | 스티븐 Barabas         | 1-2     |
| 1960-1961 | John Luchies           | 3-4     |
| 1962-1975 | J. 사무엘 슐츠         | 5-18    |
| 1976-1999 | 로널드 Youngblood      | 19-42   |
| 2000–현재 | Andreas J.Kostenberger | 43 현재 |